# Rudolf von Zamory
Rudolf von Zamory, född 6 oktober 1891 i Wandalin, död 18 februari 1949 i Speziallager Nr. 2 Buchenwald, var en tysk överstelöjtnant i Schutzpolizei. Under andra världskriget var han från mars till juli 1943 kommendör för Ordnungspolizei i distriktet Warschau i Generalguvernementet. Tidigare hade von Zamory varit stabschef hos Högre SS- och polischef Hans-Adolf Prützmann.
von Zamory greps i maj 1945 och avled 1949 i Speziallager Nr. 2 Buchenwald, som administrerades av sovjetiska NKVD.